# Pirveli Ojurei
Pirveli Ojurei (en georgiano: პირველი ოხურეი) o Ojurei I (en abjasio: Охурей I) es una aldea que pertenece a la parcialmente reconocida República de Abjasia, dentro del distrito de Ochamchire, aunque de iure es parte del municipio de Ochmachire de la República Autónoma de Abjasia de Georgia.

## Toponimia
El pueblo se conoce también con el nombre de Akuarash(en abjasio: Акуараш).

## Geografía
Pirveli Ojurei se encuentra en la llanura de Samurzajano, a 17 km de Ochamchire. La aldea se administra desde el pueblo de Ojurei.  